# Bailliage de Lunéville
Le bailliage de Lunéville est une ancienne entité administrative du duché puis de la province de Lorraine, ayant existé de 1698 jusqu'en 1790. Il avait pour chef-lieu Lunéville.

## Description
Ce territoire administratif est créé en 1698.
En 1779, le bailliage de Lunéville est borné à l’est par celui de St. Diey, la principauté de Salm et le bailliage de Blâmont. Il est délimité au nord par la châtellenie de Vic, au sud par le bailliage de Bruyères, à l’ouest par les bailliages de Rosières, de Châté et quelques dépendances de Vic.
C’est la coutume de Lorraine qui régit ce bailliage, excepté « aucuns articles, ou coutumes municipales, en la ville & chatellenie de Remberviller, Baccarat & Moyen ». Sur le plan religieux, les diocèses présents dans ce territoire sont ceux de Metz et de Nancy.
Dans ce bailliage, les mesures des blés sont le resal, comme au bailliage de Nancy, dans l’ancienne dépendance de Lunéville ; excepté que le resal d’avoine est divisé en huit bichets. Les 24 boisseaux de Paris ne font que 12 bichets sept dixièmes de la mesure de Lunéville. Les productions de la terre sont les mêmes qu’au bailliage de Nancy, mais ordinairement un peu plus retardées, parce qu’elles sont plus près des Vôges.

## Composition
Communautés qui sont dans ce bailliage en 1779 :
- Lunéville, les faubourgs des Carmes, de Ménil, de Viller et dépendances
- Ancerviller, Ste. Agathe et Jozain
- Anglemont
- Anthelupt et la cense-fief de St. Epvre
- Arracourt et la cense de Vaudrecourt
- Atthienville et le fief de Ste. Odile
- Autrey et l’abbaye d'Autrey
- Azerailles et la cense de Marnoël
- Bademenil (mi-parti avec les évéchés)
- Badonviller, le fief du Souhait et la cense du Charmois
- Ste. Barbe, avec les hameaux la Sapiniere et Belvute
- Bauzemont et la partie Lorraine de Bathelémont-lès-Bauzemont
- Bazin ou Bazien
- Bénamenil
- St. Benoît, avec les censes de St. Benoît, Corbey et Rotomoncel
- Bonviller, la petite-Bienville ou Blainville, les censes du Charmois et de la Rochelle
- Bremenil et le ban St. Pierre (la partie appelée « ban le Moine » est évêchoise)
- Bru ou Breux et la cense de Loliotte
- Bure et la cense-fief de St. Pancrace
- Chanteheux
- Clezentaine
- Coincourt
- Courbessaux
- Couvay ou Couvas
- Crevi ou Crevic
- Crion
- Croismare ci-devant Craon et la cense de la Rappe
- Deinvillers
- Deneuvre
- Deuxville
- Domjevin ou Domgevin
- Domptaille-en-vôge
- Doncieres
- Drouville
- Einville-au-Jard, avec les censes de Pesincourt, la Borde et Rémenoville
- Embermenil
- Essey-la-côte
- Fauconcourt
- Fenneviller
- Flainval
- Flin et la cense de Valzey
- Fontenoy-la-joutte
- Fraimbois
- Franconville
- Gélacourt et la cense de Mazelure
- Gellenoncourt
- Glonville et la cense de Voivre
- Gerbéviller, avec les censes d'Amezan et des Bordes
- Giriviller
- Grandvezin
- Hablainville
- Haraucourt
- Hardancourt
- Haudonville
- Hauteseille (l’abbaye de)
- Henamenil, la seigneurie de Montjoye et la cense de Bonneval
- Herimenil, l’abbaye de Beaupré, les censes des Abouts et de Martinbois
- Hincourt (cense)
- Hoëville
- Housseras
- Huviller, Jolivet et les censes de Champel et de Froidefontaine
- Jeanmenil et la cense du Fourneau
- La Maix ou la Math
- Magniere (bourg)
- Manonviller et le prieuré du Chenois
- Marainviller, avec les censes de Beaulieu et de Rohey
- Mattexey
- St. Maurice-lès-Badonviller
- St. Maurice-sur-Mortagne
- Maxe ou Mâche
- Menarmont, avec le fief et les censes qui en dépendent
- Ménil-Ste. Barbe et le château fief de Villé
- Moacourt ou Mouacourt
- Moncel-sur-meurthe
- Mondon (les censes de la forêt de) et la cense-fief de Mississipi
- Moriviller et la cense de Rélecourt
- Mortagne-sur-meurthe
- Moyémont et la cense des Rayeux
- La Neuveville-aux-bois
- Neuviller-lès-Badonviller (mi-parti avec les évêchés)
- Nonhigny
- Nossoncourt et la cense de la Souche
- Ogéviller
- Parroy
- Parux-la-haute et Parux-la-basse
- Ste. Paule
- Petonville
- Péxonne, la cense-franche et la faïencerie de Péxonne
- St. Pierremont
- Pierrepercée
- Raville
- Reclonville
- Rehainviller, le château d'Adomenil et ses dépendances
- Remberviller, la cense de Malplantouse, les fiefs de Métendal, de Bouzillon et autres dépendances
- Rémenoville
- Romont et le prieuré de Romont
- Roville-aux-chênes
- Seranville
- Serres et le fief de Ranzey
- Scionviller
- Tanconville
- Thiebaménil
- Valhey, avec les censes de haute-Foucrey et basse-Foucrey
- Vallois-sur-mortagne
- Vennezey
- Vitrimont, Léomont et l'hermitage Ste. Anne
- Xafféviller
- Xermaménil